# Ficus minahassae
Ficus minahassae är en mullbärsväxtart som först beskrevs av Johannes Elias Teijsmann och De Vriese, och fick sitt nu gällande namn av Friedrich Anton Wilhelm Miquel. Ficus minahassae ingår i släktet fikonsläktet, och familjen mullbärsväxter. Inga underarter finns listade i Catalogue of Life.